# خوليو سيزار إنسيسكو
خوليو سيزار إنسيسكو (بالإسبانية: Julio César Enciso) (مواليد 5 أغسطس 1974) هو لاعب كرة قدم. يلعب مع منتخب باراغواي لكرة القدم. سبق له أن لعب في كأس العالم لكرة القدم مع منتخب بلاده.

## مسيرته الكروية
لعب خوليو سيزار إنسيسكو خلال مسيرته الاحترافية مع 4 أندية في أربعة عشر موسمًا وسجل خلالها 17 هدفًا ضمن 275 مباراة. ولم يفز بأي موسم بالكأس وفاز في موسمين بالدوري.
خاض خوليو سيزار إنسيسكو مسيرته مع نادي سيرو بورتينيو في موسم 1994 واستمر معه طيلة ثلاثة مواسم، مشاركًا في 69 مباراة سجل خلالها 6 أهداف. ثم انتقل إلى نادي إنترناسيونال في موسم 1996 ليلعب معه خمسة مواسم، حيث شارك في 83 مباراة ولم يسجل أي هدف. لينتقل بعدها إلى نادي أوليمبيا أسونسيون في موسم 2001 ليلعب معه خمسة مواسم، مشاركًا في 92 مباراة سجل خلالها 9 أهداف. ثم انتقل إلى نادي 12 أكتوبر لكرة القدم ما بين عامي 2006 و2007 لمدة موسم واحد، مشاركًا في 31 مباراة سجل خلالها هدفين.

## روابط خارجية
- خوليو سيزار إنسيسكو على موقع الاتحاد الدولي (مؤرشف)  (الإنجليزية)
- خوليو سيزار إنسيسكو على موقع الاتحاد الأوربي (الإنجليزية)
- خوليو سيزار إنسيسكو على موقع قاعدة بيانات كرة القدم.إي يو (الإنجليزية)
- خوليو سيزار إنسيسكو على موقع ناشيونال فوتبول تيمز (الإنجليزية)
- خوليو سيزار إنسيسكو على موقع أوليمبيديا (الإنجليزية)